# زریوان
کوه زریوان در قسمت شرق روستای کاشیدار واقع شده‌است. این قله در امتداد رشته‌کوه البرز می‌باشد و ارتفاع آن ۲۵۵۵ متر است. در قسمت جنوبی این قله، میدان سرسبز اَشک میدان واقع شده، این دشت هموار دارای قبرستان کهن و قدیمی می‌باشد، که نشانه‌هایی از تمدن و زندگی کهن را در خود جای داده‌است. اطراف کوه با جنگل‌هایی از درختان بلوط، راش و اورس پوشیده شده و در کوهپایه آن چشمه‌های سرد و سرشار از آب‌های معدنی جاری است.